# Dirt 5
Dirt 5 (estilizado como DIRT5) es un videojuego de carreras desarrollado y publicado por Codemasters. Es el decimocuarto juego de la serie Colin McRae Rally y el octavo juego en llevarse el título de Dirt. El juego se lanzó para Microsoft Windows, PlayStation 4 y Xbox One el 6 de noviembre de 2020, está programado para Xbox Series X/S el 10 de noviembre de 2020 y para  PlayStation 5 el 12 de noviembre de 2020 (para América del Norte, Oceanía y Japón y Corea del Sur) y el 19 de noviembre de 2020 (para la mayoría de las demás regiones), y para Stadia en 2021.

## Jugabilidad
Dirt 5 es un juego de carreras centrado en las carreras todoterreno. Las disciplinas dentro del juego incluyen rallycross, carreras sobre hielo, Stadium Super Trucks y buggies todoterreno. Los jugadores pueden competir en eventos en una amplia gama de lugares, incluidos Arizona, Brasil, Marruecos, China, Italia, Nueva York y Noruega. El juego incluye un sistema meteorológico dinámico y temporadas, que afectan las carreras; por ejemplo, el jugador solo puede competir en eventos de carreras sobre hielo en Nueva York durante los meses de invierno. También se introduce en el juego un sistema de pantalla dividida para cuatro jugadores.
Dirt 5 también presenta un modo de carrera centrado en la narrativa que enfrenta al personaje del jugador contra un piloto rival llamado Bruno Durand (con la voz de Nolan North) en una serie de campeonatos. El jugador también tiene un mentor llamado Alex "AJ" Janiček (con la voz de Troy Baker) que les brinda consejos a lo largo de su carrera.

## Desarrollo y lanzamiento
Dirt 5 se anunció durante la presentación de Xbox Live 2020. Además de la liberación de los Microsoft Windows, PlayStation 4 y Xbox One plataformas, que estará disponible para la novena generación de consolas de videojuegos PlayStation 5 y Xbox Serie X. Las versiones de Xbox del juego serán compatibles con el programa "Smart Delivery" de Microsoft, que permite al jugador comprar la copia de Xbox One del juego y recibir la versión de Xbox Series X. Los propietarios de PlayStation 4 también pueden actualizar a la versión de PlayStation 5 sin costo adicional. El juego está siendo desarrollado por Codemasters Cheshire, anteriormente conocido como Codemasters Evo, desarrolladores de Onrush. También funciona con el motor de juego evolucionado de Onrush. Gran parte de su personal trabajó en Driveclub y MotorStorm. Fue lanzado para Microsoft Windows, PlayStation 4 y Xbox One el 6 de noviembre de 2020, y PlayStation 5 y Xbox Series X/S seguirán en el cuarto trimestre de 2020. La versión de Stadia está programada para su lanzamiento en 2021.